# Juan Silva
Juan Ramón Silva (né le 5 août 1948 en Uruguay) est un joueur de football international uruguayen qui évoluait au poste d'attaquant, avant de devenir par la suite entraîneur.

## Biographie

### Carrière de joueur

#### Carrière en club
Juan Silva joue principalement en faveur du Club Atlético Peñarol en Uruguay, puis de l'Universidad Católica Quito dans le championnat d'Équateur.
Avec le Club Atlético Peñarol, il remporte cinq championnats d'Uruguay, ainsi que deux titres internationaux (Coupe intercontinentale et Copa Libertadores).

#### Carrière en équipe nationale
Avec l'équipe d'Uruguay, il joue 13 matchs entre le 23 mars 1974 et le 10 mars 1976, inscrivant un but.
Il figure dans le groupe des sélectionnés lors de la Coupe du monde de 1974. Lors du mondial organisé en Allemagne, il ne joue aucun match.

## Palmarès

### Palmarès de joueur
| Peñarol \| - Championnat d'Uruguay (5) : - Champion : 1967, 1968, 1973, 1974 et 1975. - Vice-champion : 1966, 1969, 1970, 1971, 1972 et 1976. - Coupe intercontinentale : - Vainqueur : 1966. \| \| - Copa Libertadores (1) : - Vainqueur : 1966. - Finaliste : 1970. \| |  | Universidad Católica del Ecuador - Championnat d'Équateur : - Vice-champion : 1979. |
| - Championnat d'Uruguay (5) : - Champion : 1967, 1968, 1973, 1974 et 1975. - Vice-champion : 1966, 1969, 1970, 1971, 1972 et 1976. - Coupe intercontinentale : - Vainqueur : 1966.                                                                                       |  | - Copa Libertadores (1) : - Vainqueur : 1966. - Finaliste : 1970.                   |

| Independiente Medellín - Coupe de Colombie (1) : - Vainqueur : 1981. |  | 9 de Octubre - Championnat d'Équateur : - Vice-champion : 1984. |

### Palmarès d'entraîneur
| Emelec - Championnat d'Équateur (1) : - Champion : 1988. - Vice-champion : 1989 et 2011. |  | Aucas - Championnat d'Équateur D2 (1) : - Champion : 2014. |